# Schefflera leiophylla
Schefflera leiophylla är en araliaväxtart som beskrevs av Hermann August Theodor Harms. Schefflera leiophylla ingår i släktet Schefflera och familjen araliaväxter. Inga underarter finns listade.